# Гнилое (озеро, Свердловская область)
Гнилое — озеро в Таборинском муниципальном районе Свердловской области.

## Географическое положение
Озеро Гнилое расположено в 9 километрах к северо-западу от деревни Емельяшевка, в междуречье реки Большая Емельяшевка (правый приток реки Тавда). Озеро площадью — 1,8 км², с уровнем воды — 85,3 метра.

## Описание
Озеро расположено в центральной части болота Гнилое, не имеет поверхностного стока. Берега местами заболочены и покрыты лесом. В озере водится карась, верховка, гольян, и гнездится водоплавающая птица.

## Данные водного реестра
По данным государственного водного реестра России относится к Иртышскому бассейновому округу, водохозяйственный участок реки — Тавда от истока и до устья, без реки Сосьва от истока до водомерного поста у деревни Морозково, речной подбассейн реки — Тобол. Речной бассейн реки — Иртыш.
Код объекта в государственном водном реестре — 14010502511111200012718.